# 月城洞 (慶州市)
月城洞（：／ Wolseong dong */?）是大韩民国庆尚北道庆州市下辖的一个洞。

## 主要设施
- 國立慶州博物館
- 善德女子高等學校
- 瞻星台
- 慶州石冰庫
- 慶州月城
- 臨海殿址
- 芬皇寺
- 統一殿
- 皇龍寺